# Lee Strasberg
Lee Strasberg, właśc. Israel Strassberg (ur. 17 listopada 1901 w Budzanowie, zm. 17 lutego 1982 w Nowym Jorku) – amerykański aktor, reżyser i producent oraz wykładowca sztuki aktorskiej żydowskiego pochodzenia.

## Życiorys
Urodził się w biednej, żydowskiej rodzinie Idy i Barucha Meyera Strassbergów. Jako dziecko wyemigrował z rodzicami do Stanów Zjednoczonych. W 1936 został naturalizowany, stając się obywatelem Stanów Zjednoczonych. Studiował psychologię.
W 1931 został jednym ze współzałożycieli firmy Group Theatre, z którą związani byli m.in.: Elia Kazan, John Garfield, Stella Adler, Sanford Meisner, Franchot Tone i Robert Lewis. W 1949 rozpoczął karierę w „Actors Studio” w Nowym Jorku. W ciągu dwóch lat, gdy był tam dyrektorem artystycznym, zbudował od podstaw jej reputację i renomę. Wśród aktorów pobierających nauki w „Actors Studio” byli: Burt Young, Marlon Brando, Geraldine Page, Paul Newman, Al Pacino, Kim Stanley, Marilyn Monroe, Jane Fonda, James Dean, Dustin Hoffman, Eli Wallach, Eva Marie Saint, Robert De Niro, Jill Clayburgh, Ellen Burstyn, Gene Wilder, Steve McQueen i Dennis Hopper.
W 1966 utworzył „Actors Studio West” w Los Angeles. W 1969 utworzył „Lee Strasberg Theatre and Film Institute” w Nowym Jorku i Los Angeles.
Sam rzadko występował jako aktor (pojawił się jedynie w siedmiu filmach). Jego najbardziej znana rola to Hyman Roth w filmie Ojciec chrzestny II.  Strasberg za tę rolę był nominowany do Oscara, ostatecznie nagrodę otrzymał wówczas Robert De Niro, także jeden z jego uczniów. Z krytyką natomiast spotkała się rola Strasberga jako jednego z trzech bandytów rabujących bank w filmie Going in Style.
Przeniósł na grunt amerykańskiego aktorstwa teorię tzw. realizmu psychologicznego Konstantina Stanisławskiego, w wyniku czego jest on postrzegany jako jeden z ojców nowoczesnego, amerykańskiego stylu gry aktorskiej. Jednakże współcześnie preferowane są prostsze środki aktorskiego wyrazu, pochodzące ze szkół Sanforda Meisnera Davida Mameta.
Zmarł na zawał serca w Nowym Jorku w wieku 80 lat. Jest pochowany na cmentarzu Westchester Hills w Hastings-on-Hudson.
Był trzykrotnie żonaty, a jego żonami były:
- Nora Krecaun (1926–1929) do jej śmierci
- Paula Miller (16 marca 1934 – 29 kwietnia 1966) do jej śmierci na raka. Dzieci: Susan (ur. 22 maja 1938, zm. 21 stycznia 1999) oraz John (ur. 20 maja 1941)
- Anna Mizrahi, sefardyjska Żydówka (zm. 17 lutego 1982) do jego śmierci, dyrektor „Lee Strasberg Theatre and Film Institute”. Dzieci: Adam (ur. 29 lipca 1969) oraz David (ur. 30 stycznia 1971)

## Praca na Broadwayu
- 1927: Four Walls – aktor
- 1929: The Vegetable – reżyser
- 1929: Red Rust – aktor
- 1931: Green Grow the Lilacs – aktor
- 1931: The House of Connelly – współreżyser
- 1931: 1931 – reżyser
- 1932: Success Story – reżyser
- 1933: Men in White – reżyser
- 1934: Gentlewoman – reżyser
- 1934: Gold Eagle Guy – reżyser
- 1935: Paradise Lost – producent, z Group Theatre
- 1936: Case of Clyde Griffiths – reżyser i producent z Group Theatre
- 1936: Johnny Johnson – reżyser i producent z Group Theatre
- 1937: Many Mansions – reżyser
- 1937: Golden Boy – producent z Group Theatre
- 1938: Roosty – reżyser
- 1938: Casey Jones – producent z Group Theatre
- 1938: All the Living – reżyser
- 1938: Dance Night – reżyser
- 1938: Rocket to the Moon – producent z Group Theatre
- 1939: The Gentle People – producent z Group Theatre
- 1939: Awake and Sing!, revival – producent z Group Theatre
- 1939: Summer Night – reżyser
- 1940: Night Music – producent z Group Theatre
- 1940: The Fifth Column – reżyser
- 1941: Clash by Night – reżyser
- 1942: A Kiss for Cinderella, revival – reżyser
- 1942: R.U.R. (Rossum's Universal Robots), revival – reżyser
- 1943: Apology – reżyser i producent
- 1943: South Pacific – reżyser
- 1948: Skipper Next to God – reżyser
- 1949: The Big Knife – reżyser
- 1949: The Closing Door – reżyser
- 1950: The Country Girl – współproducent
- 1951: Peer Gynt (revival) – reżyser
- 1963: Strange Interlude (revival) – producent z The Actors Studio – Nagroda Tony, nominacja jako najlepszy producent
- 1963: Marathon '33 – kierownik produkcji
- 1964: The Three Sisters (revival) – reżyser, producent z The Actors Studio

## Filmografia
- 1949: Trzeci człowiek (The Third Man), nie wymieniony
- 1961: Macbeth jako Seyton
- 1974: Ojciec chrzestny II (The Godfather: Part II) jako Hyman Roth
- 1976: Skrzyżowanie Kassandra (The Cassandra Crossing) jako Herman Kaplan
- 1978: The Last Tenant jako Frank
- 1979: ...i sprawiedliwość dla wszystkich (…And Justice for All) jako Dziadek Sam Kirkland
- 1979: Boardwalk, jako David Rosen
- 1979: W starym, dobrym stylu (Going in Style) jako Willie
- 1981 Skokie jako Morton Weisman